# Mastropiero que nunca (álbum)
Mastropiero que nunca es el quinto álbum del conjunto argentino de instrumentos informales, Les Luthiers, lanzado en 1979.
El álbum, lanzado como LP doble por Microfón, consiste en una grabación del espectáculo homónimo, efectuada en vivo el 20 de mayo de 1979 en el Teatro Coliseo de Buenos Aires.
Es el primer disco doble que editó Les Luthiers.
En la actualidad esta grabación se puede adquirir a través de las reediciones de distintas compañías discográficas, la misma fue lanzada al mercado también en video VHS, y más tarde DVD.

## Lista de canciones

### Disco uno
Lado A
1. Jingle Bass-Pipe (Obertura)
2. La bella y graciosa moza marchóse a lavar la ropa
3. El asesino misterioso

Lado B
1. Visita a la Universidad de Wildstone
2. El beso de Ariadna
3. Poemas de Gemini

### Disco dos
Lado A
1. Lazy Daisy
2. Payada de la vaca
3. El explicado

Lado B
1. Cantata del Adelantado Don Rodrigo Díaz de Carreras, de sus hazañas en tierras de Indias, de los singulares acontecimientos en que se vio envuelto, y de cómo se desenvolvió.